# Gianluigi Donnarumma
Gianluigi Donnarumma (Castellammare di Stabia, 25 februari 1999) is een Italiaans voetballer die als doelman speelt. Hij verruilde AC Milan, waar hij zijn debuut maakte in het profvoetbal, in de zomer van 2021 voor Paris Saint-Germain. Donnarumma debuteerde in 2016 in het Italiaans voetbalelftal waarmee hij in 2021 Europees kampioen werd.

## Clubcarrière

### AC Milan
Donnarumma is afkomstig uit de jeugdacademie van AC Milan. Hij zat op 22 februari 2015 voor het eerst op de bank, tijdens een competitiewedstrijd tegen Sassuolo onder coach Filippo Inzaghi. De doelman debuteerde op 25 oktober in de Serie A. Milan won met 2-1 in het eigen San Siro na doelpunten van Carlos Bacca en Luiz Adriano. Donnarumma speelde de volledige wedstrijd en liet zich eenmaal passeren, na een vrije trap van Domenico Berardi. Hij was op dat moment zestien jaar en 242 dagen oud, waarmee hij de op-twee-na jongste doelman ooit werd die een Serie A-wedstrijd startte. Hij was dertien dagen ouder dan Giuseppe Sacchi, die toevallig op exacte dezelfde datum 73 jaar eerder zijn debuut maakte voor AC Milan. Drie dagen later hield hij tegen Chievo Verona voor het eerst de nul. 
Daarna miste hij geen wedstrijd meer in de competitie dat seizoen en groeide hij uit tot de onbetwiste nummer 1 van AC Milan. Zijn eerste Milaan-derby tegen Internazionale op 31 januari 2016 won hij met 3-0. Op 13 maart kwam hij vroeg in de wedstrijd tegen Chievo in botsing met de Chievo-spits, maar een week later was hij gewoon weer van de partij. Op 21 mei maakte hij zijn debuut in de Coppa Italia in de finale tegen Juventus, dat na verlenging met 0-1 won.
In de eerste competitiewedstrijd van het nieuwe seizoen stopte Donnarumma voor het eerst een penalty: die van Torino-spits Andrea Belotti. Het was de blessuretijd van de wedstrijd, waardoor AC Milan met 3-2 won. Op 23 december pakte Donnarumma zijn eerste prijs. De Supercoppa eindigde in 1-1, waarna Donnaruma de vijfde strafschop van Paulo Dybala pakte en daarna Mario Pašalić zag scoren. Op 15 juni 2017 leek het erop dat Donnarumma zijn contract niet zou verlengen, maar een maand later verlengde hij toch de zomer van 2021. Zijn salaris steeg naar zes miljoen per jaar, terwijl ook in de deal zat dat zijn broer Antonio Donnarumma zou worden aangetrokken als reservedoelman. 
Op 27 juli speelde Donnarumma zijn eerste Europese wedstrijd tegen Universitatea Craoiva in de eerste ronde van de Europa League-kwalificatie. Op 30 december werd hij tegen AC Milan in een 1-1 gelijkspel tegen Fiorentina de jongste speler ooit met honderd wedstrijden voor AC Milan. Op 15 april 2018 werd hij ook de jongste speler met honderd wedstrijden in de Serie A (negentien jaar en 49 dagen), maar hij verloor opnieuw de finale van de Coppa Italia van Juventus.
In de zomer van 2018 arriveerde Pepe Reina als doelman bij AC Milan, waarna trainer Gennaro Gattuso aankondigde dat beide keepers in andere competities eerste doelman zouden zijn. Donnarumma was eerste keeper in de Serie A, terwijl Reina de Europa League-wedstrijden mocht spelen. Op 10 februari 2019 speelde hij zijn 150'ste wedstrijd voor AC Milan, waarmee hij tiende werd op de ranglijst van AC Milan-keepers met de meeste wedstrijden.
Nadat hij opnieuw eerste doelman was gedurende het seizoen 2019/20, speelde hij op 21 juli 2020 zijn 200'ste wedstrijd voor AC Milan in een 2-1 overwinning op Sassuolo. Tijdens die wedstrijd droeg hij voor het eerst in zijn carrière de aanvoerdersband, nadat Alessio Romagnoli met een blessure was uitgevallen. Hij werd dat seizoen voor het eerst in zijn carrière uitgeroepen tot Serie A Keeper van het Jaar en stond bovendien in het Serie A Team van het Jaar. 
In het seizoen 2020/21 was hij opnieuw eerste doelman en tegen het einde van het seizoen af en toe aanvoerder van het elftal. Gedurende het seizoen probeerde het management van AC Milan meerdere keren om zijn contract te verlengen, maar de doelman had te hoge eisen voor de club. In mei 2021 stopte Milan met onderhandelen. Op 26 mei kondigde directeur Paolo Maldini aan dat Donnarumma transfervrij zou vertrekken aan het einde van het seizoen, waarin Milan tweede eindigde en zich voor het eerst in zeven jaar weer kwalificeerde voor de Champions League. Hij werd opnieuw benoemd tot beste doelman van de competitie. 
Donnarumma speelde in totaal 251 wedstrijden voor AC Milan, slechts vier doelmannen (Christian Abbiati (380), Sebastiano Rossi (330), Dida (302), Lorenzo Buffon (300)) speelden meer wedstrijden voor Milan. In die wedstrijden hield hij 88 keer de nul.

### Paris Saint-Germain
Enkele dagen na het winnen van het EK 2020 tekende Donnarumma een vijfjarig contract bij het Franse Paris Saint-Germain, waar hij zou gaan spelen met rugnummer 50. Op 11 september 2021 maakte hij tegen Clermont Foot zijn debuut voor PSG. Op 28 september maakte hij zijn Champions League-debuut in een 2-0 overwinning op Manchester City. Op 3 november stopte hij tegen RB Leipzig (2-2) een penalty. Op 29 november won Donnarumma de Yashin Trophy op het Ballon d'Or-gala voor beste doelman van het kalenderjaar. Hij speelde 24 wedstrijden in zijn eerste seizoen voor de club, wat ongeveer de helft van de wedstrijden was. Keylor Navas keepte de andere helft. Dat seizoen werd hij ook voor het eerst in zijn carrière landskampioen.  
In zijn tweede seizoen werd hij definitief eerste doelman van PSG boven Navas. Dat seizoen miste hij geen enkele competitiewedstrijd en werd hij voor de tweede keer kampioen van de Ligue 1, nadat het eerder dat seizoen al beslag had gelegd op de Trophée des Champions. Op 25 oktober 2023, precies acht jaar na zijn debuut voor Milan, speelde hij in de Champions League voor het eerst tegen AC Milan op het Parc des Princes, waar PSG met 3-0 won. In de return in San Siro op 7 november werd hij door duizenden Milan-supporters bedolven onder bankbiljetten met 'Dollarumma' erop. Dat seizoen won hij opnieuw de Ligue 1 en de Trophée des Champions, net als voor de eerste keer de Coupe de France.  
Op 18 december 2024 werd hij door Wilfried Singo van AS Monaco in zijn gezicht geschopt. Het leverde hem een permanent litteken op en later een publieke verontschuldiging van Singo. Op 11 maart 2025 was hij in de achtste finale van de Champions League belangrijk tegen Liverpool, dat eerste was geworden in de groepsfase. Hij stopte twee penalty's van Darwin Núñez en Curtis Jones, waarna Désiré Doué de winnende penalty kon binnenschieten. Op 31 mei 2025 stond hij met PSG in de finale van de Champions League tegen Internazionale, dat met een recorduitslag van 5-0 werd verslagen. Donnarumma werd daarna opgenomen in het CL-Team of the Season, samen met ploeggenoten Achraf Hakimi, Marquinhos, Nuno Mendes, Vitinha, Ousmane Dembélé en Désiré Doué. Het was de derde prijs in een treble dat seizoen, aangezien PSG eerder al de Ligue 1 en de Coupe de France won.  

## Clubstatistieken
| Seizoen     | Club                | Competitie  | Competitie | Competitie | Beker | Beker | Europa | Europa | Totaal | Totaal |
| Seizoen     | Club                | Competitie  | Wed.       | Dlp.       | Wed.  | Dlp.  | Wed.   | Dlp.   | Wed.   | Dlp.   |
| ----------- | ------------------- | ----------- | ---------- | ---------- | ----- | ----- | ------ | ------ | ------ | ------ |
| 2015/16     | AC Milan            | Serie A     | 30         | 0          | 1     | 0     | –      | –      | 31     | 0      |
| 2016/17     | AC Milan            | Serie A     | 38         | 0          | 3     | 0     | –      | –      | 41     | 0      |
| 2017/18     | AC Milan            | Serie A     | 38         | 0          | 4     | 0     | 11     | 0      | 53     | 0      |
| 2018/19     | AC Milan            | Serie A     | 36         | 0          | 3     | 0     | 0      | 0      | 39     | 0      |
| 2019/20     | AC Milan            | Serie A     | 36         | 0          | 3     | 0     | –      | –      | 39     | 0      |
| 2020/21     | AC Milan            | Serie A     | 37         | 0          | 0     | 0     | 11     | 0      | 48     | 0      |
| Club Totaal | Club Totaal         | Club Totaal | 215        | 0          | 14    | 0     | 22     | 0      | 251    | 0      |
| 2021/22     | Paris Saint-Germain | Ligue 1     | 17         | 0          | 2     | 0     | 5      | 0      | 24     | 0      |
| 2022/23     | Paris Saint-Germain | Ligue 1     | 38         | 0          | 2     | 0     | 8      | 0      | 48     | 0      |
| 2023/24     | Paris Saint-Germain | Ligue 1     | 25         | 0          | 5     | 0     | 12     | 0      | 42     | 0      |
| 2024/25     | Paris Saint-Germain | Ligue 1     | 24         | 0          | 1     | 0     | 15     | 0      | 40     | 0      |
| Club Totaal | Club Totaal         | Club Totaal | 104        | 0          | 10    | 0     | 39     | 0      | 154    | 0      |
| Totaal      | Totaal              | Totaal      | 319        | 0          | 24    | 0     | 62     | 0      | 405    | 0      |

## Interlandcarrière
Donnarumma maakte op donderdag 1 september 2016 onder leiding van de pas aangestelde bondscoach Giampiero Ventura zijn debuut in het Italiaans voetbalelftal, in een vriendschappelijke wedstrijd tegen Frankrijk (1–3) in Bari. Hij viel in dat duel in de rust in voor Gianluigi Buffon. Andere debutanten waren Daniele Rugani en Andrea Belotti. 

### EK 2020
Met 26 interlands op zijn naam, ging hij het EK 2020, dat door corona een jaar verschoven werd, in als eerste doelman van Italië. Hij kreeg het hele toernooi slechts drie goals tegen. In de halve finale tegen Spanje, die na 120 minuten 1-1 stond, stopte hij een penalty van Álvaro Morata, waarna Jorginho zijn land naar de finale schoot. Op 11 juli 2021 won hij de finale van Engeland. Hij redde de wedstrijd door na de verlenging bij de stand 1–1 in de strafschoppenserie twee penalty's te stoppen van Jadon Sancho en Bukayo Saka.
Op 10 oktober was hij in de strijd om de derde plaats van de Nations League 2020/21 tegen België voor het eerst aanvoerder van Italië. Daarmee werd hij de jongste Italië-captain sinds Gianni Rivera in 1965. Op 24 maart 2022 stond Donnarumma in de basis tegen Noord-Macedonië. Deze wedstrijd werd met 0-1 verloren, waardoor de EK-winnaar deelname aan het WK 2022 misliep.

### EK 2024
Donnarumma werd op 6 juni 2024 door bondscoach Luciano Spalletti opgenomen in de Italiaanse selectie voor het EK 2024 in Duitsland. Italië eindigde als tweede in een groep met Albanië, Spanje en Kroatië, waarna het in de achtste finales werd uitgeschakeld met een 2–0 nederlaag tegen Zwitserland. Donnarumma miste als aanvoerder geen minuut aan speeltijd.
| Interlands van Gianluigi Donnarumma voor Italië | Interlands van Gianluigi Donnarumma voor Italië | Interlands van Gianluigi Donnarumma voor Italië | Interlands van Gianluigi Donnarumma voor Italië | Interlands van Gianluigi Donnarumma voor Italië |
| №                                               | Datum                                           | Wedstrijd                                       | Uitslag                                         | Soort wedstrijd                                 |
| Als speler bij AC Milan                         | Als speler bij AC Milan                         | Als speler bij AC Milan                         | Als speler bij AC Milan                         | Als speler bij AC Milan                         |
| ----------------------------------------------- | ----------------------------------------------- | ----------------------------------------------- | ----------------------------------------------- | ----------------------------------------------- |
| 1.                                              | 1 september 2016                                | Italië – Frankrijk                              | 1 – 3                                           | Vriendschappelijk                               |
| 2.                                              | 15 november 2016                                | Italië – Duitsland                              | 0 – 0                                           | Vriendschappelijk                               |
| 3.                                              | 28 maart 2017                                   | Nederland – Italië                              | 1 – 2                                           | Vriendschappelijk                               |
| 4.                                              | 7 juni 2017                                     | Italië – Uruguay                                | 3 – 0                                           | Vriendschappelijk                               |
| 5.                                              | 27 maart 2018                                   | Engeland – Italië                               | 1 – 1                                           | Vriendschappelijk                               |
| 6.                                              | 28 mei 2018                                     | Italië – Saoedi-Arabië                          | 2 – 1                                           | Vriendschappelijk                               |
| 7.                                              | 7 september 2018                                | Italië – Polen                                  | 1 – 1                                           | Nations League 2018/19                          |
| 8.                                              | 10 september 2018                               | Portugal – Italië                               | 1 – 0                                           | Nations League 2018/19                          |
| 9.                                              | 10 oktober 2018                                 | Italië – Oekraïne                               | 1 – 1                                           | Vriendschappelijk                               |
| 10.                                             | 14 oktober 2018                                 | Polen – Italië                                  | 0 – 1                                           | Nations League 2018/19                          |
| 11.                                             | 17 november 2018                                | Italië – Portugal                               | 0 – 0                                           | Nations League 2018/19                          |
| 12.                                             | 23 maart 2019                                   | Italië – Finland                                | 2 – 0                                           | Kwalificatie EK 2020                            |
| 13.                                             | 5 september 2019                                | Armenië – Italië                                | 1 – 3                                           | Kwalificatie EK 2020                            |
| 14.                                             | 8 september 2019                                | Finland – Italië                                | 1 – 2                                           | Kwalificatie EK 2020                            |
| 15.                                             | 12 oktober 2019                                 | Italië – Griekenland                            | 2 – 0                                           | Kwalificatie EK 2020                            |
| 16.                                             | 15 november 2019                                | Bosnië en Herzegovina – Italië                  | 0 – 3                                           | Kwalificatie EK 2020                            |
| 17.                                             | 4 september 2020                                | Italië – Bosnië en Herzegovina                  | 1 – 1                                           | Nations League 2020/21                          |
| 18.                                             | 7 september 2020                                | Nederland – Italië                              | 0 – 1                                           | Nations League 2020/21                          |
| 19.                                             | 11 oktober 2020                                 | Polen – Italië                                  | 0 – 0                                           | Nations League 2020/21                          |
| 20.                                             | 14 oktober 2020                                 | Italië – Nederland                              | 1 – 1                                           | Nations League 2020/21                          |
| 21.                                             | 15 november 2020                                | Italië – Polen                                  | 2 – 0                                           | Nations League 2020/21                          |
| 22.                                             | 18 november 2020                                | Bosnië en Herzegovina – Italië                  | 0 – 2                                           | Nations League 2020/21                          |
| 23.                                             | 25 maart 2021                                   | Italië – Noord-Ierland                          | 2 – 0                                           | Kwalificatie WK 2022                            |
| 24.                                             | 28 maart 2021                                   | Bulgarije – Italië                              | 0 – 2                                           | Kwalificatie WK 2022                            |
| 25.                                             | 31 maart 2021                                   | Litouwen – Italië                               | 0 – 2                                           | Kwalificatie WK 2022                            |
| 26.                                             | 4 juni 2021                                     | Italië – Tsjechië                               | 4 – 0                                           | Vriendschappelijk                               |
| 27.                                             | 11 juni 2021                                    | Turkije – Italië                                | 0 – 3                                           | EK 2020                                         |
| 28.                                             | 16 juni 2021                                    | Italië – Zwitserland                            | 3 – 0                                           | EK 2020                                         |
| 29.                                             | 20 juni 2021                                    | Italië – Wales                                  | 1 – 0                                           | EK 2020                                         |
| 30.                                             | 26 juni 2021                                    | Italië – Oostenrijk                             | 2 – 1 (n.v.)                                    | EK 2020                                         |
| 31.                                             | 2 juli 2021                                     | België – Italië                                 | 1 – 2                                           | EK 2020                                         |
| 32.                                             | 6 juli 2021                                     | Italië – Spanje                                 | 1 – 1 (5 – 3 n.s.)                              | EK 2020                                         |
| 33.                                             | 11 juli 2021                                    | Italië – Engeland                               | 1 – 1 (4 – 3 n.s.)                              | EK 2020                                         |
| 34.                                             | 2 september 2021                                | Italië – Bulgarije                              | 1 – 1                                           | Kwalificatie WK 2022                            |
| 35.                                             | 5 september 2021                                | Zwitserland – Italië                            | 0 – 0                                           | Kwalificatie WK 2022                            |
| 36.                                             | 8 september 2021                                | Italië – Litouwen                               | 5 – 0                                           | Kwalificatie WK 2022                            |
| 37.                                             | 6 oktober 2021                                  | Italië – Spanje                                 | 1 – 2                                           | Nations League 2020/21                          |
| 38.                                             | 10 oktober 2021                                 | België – Italië                                 | 1 – 2                                           | Nations League 2020/21                          |
| 39.                                             | 12 november 2021                                | Italië – Zwitserland                            | 1 – 1                                           | Kwalificatie WK 2022                            |
| 40.                                             | 15 november 2021                                | Noord-Ierland – Italië                          | 0 – 0                                           | Kwalificatie WK 2022                            |
| 41.                                             | 24 maart 2022                                   | Italië – Noord-Macedonië                        | 0 – 1                                           | Kwalificatie WK 2022                            |
| 42.                                             | 29 maart 2022                                   | Turkije – Italië                                | 2 – 3                                           | Vriendschappelijk                               |
| 43.                                             | 1 juni 2022                                     | Italië – Argentinië                             | 0 – 3                                           | Finalissima                                     |
| 44.                                             | 4 juni 2022                                     | Italië – Duitsland                              | 1 – 1                                           | Nations League 2022/23                          |
| 45.                                             | 7 juni 2022                                     | Italië – Hongarije                              | 2 – 1                                           | Nations League 2022/23                          |
| 46.                                             | 11 juni 2022                                    | Engeland – Italië                               | 0 – 0                                           | Nations League 2022/23                          |
| 47.                                             | 14 juni 2022                                    | Duitsland – Italië                              | 5 – 2                                           | Nations League 2022/23                          |
| 48.                                             | 23 september 2022                               | Italië – Engeland                               | 1 – 0                                           | Nations League 2022/23                          |
| 49.                                             | 26 september 2022                               | Hongarije – Italië                              | 0 – 2                                           | Nations League 2022/23                          |
| 50.                                             | 20 november 2022                                | Oostenrijk – Italië                             | 2 – 0                                           | Vriendschappelijk                               |
| 51.                                             | 23 maart 2023                                   | Italië – Engeland                               | 1 – 2                                           | Kwalificatie EK 2024                            |
| 52.                                             | 26 maart 2023                                   | Malta – Italië                                  | 0 – 2                                           | Kwalificatie EK 2024                            |
| 53.                                             | 15 juni 2023                                    | Spanje – Italië                                 | 2 – 1                                           | Nations League 2022/23                          |
| 54.                                             | 18 juni 2023                                    | Nederland – Italië                              | 2 – 3                                           | Nations League 2022/23                          |
| 55.                                             | 9 september 2023                                | Noord-Macedonië – Italië                        | 1 – 1                                           | Kwalificatie EK 2024                            |
| 56.                                             | 12 september 2023                               | Italië – Oekraïne                               | 2 – 1                                           | Kwalificatie EK 2024                            |
| 57.                                             | 14 oktober 2023                                 | Italië – Malta                                  | 4 – 0                                           | Kwalificatie EK 2024                            |
| 58.                                             | 17 oktober 2023                                 | Engeland – Italië                               | 3 – 1                                           | Kwalificatie EK 2024                            |
| 59.                                             | 17 november 2023                                | Italië – Noord-Macedonië                        | 5 – 2                                           | Kwalificatie EK 2024                            |
| 60.                                             | 20 november 2023                                | Oekraïne – Italië                               | 0 – 0                                           | Kwalificatie EK 2024                            |
| 61.                                             | 21 maart 2024                                   | Venezuela – Italië                              | 2 – 1                                           | Vriendschappelijk                               |
| 62.                                             | 9 juni 2024                                     | Italië – Bosnië en Herzegovina                  | 1 – 0                                           | Vriendschappelijk                               |
| 63.                                             | 15 juni 2024                                    | Italië – Albanië                                | 2 – 1                                           | EK 2024                                         |
| 64.                                             | 20 juni 2024                                    | Spanje – Italië                                 | 1 – 0                                           | EK 2024                                         |
| 65.                                             | 24 juni 2024                                    | Kroatië – Italië                                | 1 – 1                                           | EK 2024                                         |
| 66.                                             | 29 juni 2024                                    | Zwitserland – Italië                            | 2 – 0                                           | EK 2024                                         |
| 67.                                             | 6 september 2024                                | Frankrijk – Italië                              | 1 – 3                                           | Nations League 2024/25                          |
| 68.                                             | 9 september 2024                                | Israël – Italië                                 | 1 – 2                                           | Nations League 2024/25                          |
| 69.                                             | 10 oktober 2024                                 | Italië – België                                 | 2 – 2                                           | Nations League 2024/25                          |
| 70.                                             | 14 november 2024                                | België – Italië                                 | 0 – 1                                           | Nations League 2024/25                          |
| 71.                                             | 20 maart 2025                                   | Italië – Duitsland                              | 1 – 2                                           | Nations League 2024/25                          |
| 72.                                             | 23 maart 2025                                   | Duitsland – Italië                              | 3 – 3                                           | Nations League 2024/25                          |

## Erelijst
AC Milan
- Supercoppa Italiana: 2016

 Paris Saint-Germain
- Ligue 1: 2021/22, 2022/23, 2023/24, 2024/25
- Coupe de France: 2023/24, 2024/25
- Trophée des Champions: 2022/23, 2023/24
- UEFA Champions League: 2024/25

 Italië
- UEFA EK: 2020

Individueel
- Gazzetta Sports Awards Rivelazione dell'anno: 2016
- Goal.com NxGn: 2017
- Italiaanse Golden Boy Award: 2019
- AIC – Serie A Team van het Jaar: 2019–20, 2020–21
- AIC – Serie A Doelman van het Jaar: 2020, 2021
- Serie A – Beste Doelman: 2020/21
- IFFHS – Wereldkeeper van het Jaar: 2021
- IFFHS – Mannelijk Wereldelftal: 2021
- UEFA EK – Speler van het Toernooi: 2020
- UEFA EK – Team van het Toernooi: 2020
- Yashin Trophy: 2021
- Globe Soccer Awards – Beste Doelman van het Jaar: 2021
- FIFA FIFPro World11: 2021

Onderscheidingen
- Ridder in de Orde van Verdienste: 2021

## Privé
Gianluigi is de jongere broer van doelman Antonio Donnarumma. In de zomer van 2023 waren hij en zijn vriendin in Parijs het slachtoffer van een roofoverval.